# Letosteina
La letosteina è un farmaco mucolitico, un derivato della cisteina con un gruppo tiolico bloccato. La sostanza ha un'attività mucolitica sostanzialmente equivalente a quella della S-carbossi-metilcisteina.
Contrariamente ad altri composti appartenenti allo stesso gruppo, la letosteina contiene due atomi di zolfo e un anello di tiazolidina formato per ciclizzazione della cisteina.

## Meccanismo d'azione
Il farmaco agisce fluidificando il muco bronchiale, per azione diretta. Contrariamente ad altre molecole con il gruppo tiolico libero, la letosteina non agisce sui ponti disolfuro, ma sui legami idrogeno e sui legami elettrostatici esistenti tra i diversi gruppi delle fibrille che formano il muco.

La letosteina regola il muco senza alterare l'equilibrio delle diverse mucine e inoltre stimola la produzione locale della IgA.

## Farmacocinetica
Dopo somministrazione orale la letosteina viene assorbita rapidamente dal tratto gastrointestinale. Circa il 70-80% del farmaco risulta legato alle proteine plasmatiche. Il farmaco si distribuisce nell'organismo in modo differenziato: le concentrazioni raggiunte nel fegato, reni e cute sono scarse. Le concentrazioni raggiunte nei polmoni sono decisamente più elevate. Il metabolita principale della letosteina è il derivato diacido. Nel corso del metabolismo viene mantenuta la struttura ciclica della molecola. La letosteina viene escreta soprattutto nelle urine seguendo una eliminazione di tipo bifasico. Circa il 90% della dose assunta viene ritrovata nelle urine.

## Usi clinici
La letosteina viene utilizzata come fluidificante delle secrezioni mucose nelle patologie delle vie respiratorie con ostruzione delle vie aeree, e in particolare nella bronchite cronica, nell'enfisema, nell'asma.

Il farmaco trova anche impiego in molte malattie in ambito otorinolaringoiatrico, specialmente in quelle associate a iperviscosità del muco, ad esempio sinusiti croniche, rinofaringiti croniche associate o non associate a tracheobronchiti.

## Effetti collaterali e controindicazioni
La letosteina non deve essere somministrata nei soggetti con provata ipersensibilità. Tra gli effetti collaterali più comuni vi sono la nausea, il vomito, il dolore epigastrico.

Il farmaco non deve essere somministrato in caso di gravidanza e nei soggetti che presentano un'ulcera gastroduodenale attiva.

## Dosi terapeutiche
La letosteina è disponibile in commercio nella forma di capsule o bustine. Si somministra per via orale in genere al dosaggio di 50 mg 2-3 volte al giorno nell'adulto e di 25 mg 2-3 volte al giorno nel bambino. Il trattamento deve essere protratto per almeno 10 giorni.